# Marvel vs. Capcom 3: Fate of Two Worlds
Marvel vs. Capcom 3: Fate of Two Worlds est un jeu vidéo de combat développé et édité par Capcom. C'est le 5e épisode de la série Marvel vs. Capcom. Cette série est un crossover des environnements de jeux vidéo de la société Capcom (principalement de l'univers Street Fighter) et de l'univers Marvel Comics,,.
Le jeu est disponible à partir de février 2011 sur PlayStation 3 et Xbox 360.

## Système de jeu

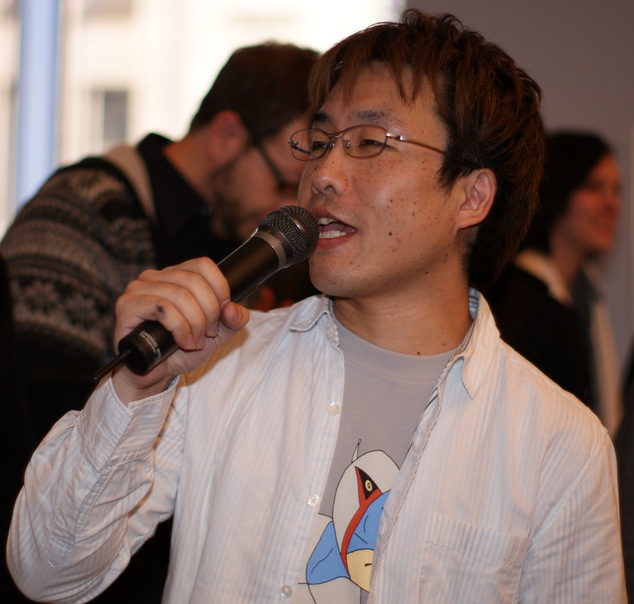
Ryota Niitsuma prend en charge la production du jeu.

Ryota Niitsuma, le producteur du jeu, a annoncé des différences par rapport à l'épisode précédent Marvel vs. Capcom 2: New Age of Heroes : la vitesse de jeu a été réduite afin de rendre le jeu plus accessible aux débutants et les commandes des coups spéciaux doivent être simplifiées pour être plus faciles à utiliser. L'ambiance du jeu a été également repensée, il est plus sombre que l'épisode précédent pour lui donner un aspect plus réaliste ou plus proche de l'ambiance des comics.

### Mode online
Un mode de jeu en ligne est prévu pour le jeu, mais selon Seth Killian de Capcom, ce mode devrait être réduit aux modes en ligne les plus basiques, tels que les matches classés ou les combats entre amis en ligne.

## Personnages jouables
Au programme, pas moins de 38 combattants sont de la partie (dont deux disponibles en téléchargement payant / DLC).
| Personnages Marvel    | Comics d'origine        | Première apparition        |
| --------------------- | ----------------------- | -------------------------- |
| Captain America       | 1                       | Marvel Super Heroes vs. SF |
| Deadpool              | 1                       | 2                          |
| Docteur Fatalis       | Les Quatre Fantastiques | Marvel vs. Capcom 2        |
| Dormammu              | Docteur Strange         | 2                          |
| Hulk                  | 1                       | Marvel Super Heroes vs. SF |
| Iron Man              | 1                       | Marvel vs. Capcom 2        |
| Magnéto               | X-Men                   | X-Men vs. Street Fighter   |
| Miss Hulk             | Hulk                    | 2                          |
| MODOK                 |                         | 2                          |
| Phoenix               | X-Men                   | 2                          |
| Sentinelle            | X-Men                   | Marvel vs. Capcom 2        |
| Shuma-Gorath (en DLC) | Doctor Strange          | Marvel Super Heroes vs. SF |
| Spider-Man            | 1                       | Marvel Super Heroes vs. SF |
| Super-Skrull          | Les 4 fantastiques      | 2                          |
| Taskmaster            | Les Vengeurs            |                            |
| Thor                  |                         | 2                          |
| Tornade               | X-Men                   | X-Men vs. Street Fighter   |
| Wolverine             | X-Men                   | X-Men vs. Street Fighter   |
| X-23                  | X-Men                   | 2                          |

| Personnages Capcom      | Jeu d'origine    | Première apparition      |
| ----------------------- | ---------------- | ------------------------ |
| Akuma                   | Street Fighter   | X-Men vs. Street Fighter |
| Albert Wesker           | Resident Evil    | 2                        |
| Amaterasu               | Ōkami            | 2                        |
| Arthur                  | Ghosts'n Goblins | 2                        |
| Chris Redfield          | Resident Evil    | 2                        |
| Chun-Li                 | Street Fighter   | X-Men vs. Street Fighter |
| C. Viper                | Street Fighter   | 2                        |
| Dante                   | Devil May Cry    | 2                        |
| Felicia                 | Darkstalkers     | Marvel vs. Capcom 2      |
| Hsien Ko                | Darkstalkers     | 2                        |
| Jill Valentine (en DLC) | Resident Evil    | Marvel vs. Capcom 2      |
| Mike Haggar             | Final Fight      | 2                        |
| Morrigan                | Darkstalkers     | Marvel vs. Capcom        |
| Ryu                     | Street Fighter   | X-Men vs. Street Fighter |
| Spencer                 | Bionic Commando  | 2                        |
| Trish                   | Devil May Cry    | 2                        |
| Tron Bonne              | Mega Man         | Marvel vs. Capcom 2      |
| Viewtiful Joe           | 1                | Tatsunoko vs. Capcom     |
| Zero                    | Mega Man         | Tatsunoko vs. Capcom     |

Notes : 

1 le nom du personnage est aussi le titre du comics ou jeu auquel il est associé.

2 première apparition jouable dans un crossover.

## Boss
Le seul boss présent dans le jeu est Galactus faisant office de boss final. Le combat se déroule alors en deux temps : le joueur affronte d'abord des clones de personnages jouables, puis il affronte directement Galactus. Une fois Galactus vaincu, une scène se déclenche, mettant en scène le personnage choisi par le joueur suivi du générique de fin.